# Theewaterskloof
O Município de Theewaterskloof toma o seu nome da barragem de Theewaterskloof, a principal fonte de água da Cidade do Cabo, a 240 km de distância.

## Localidades
- Botrivier
- Caledon
- Genadendal
- Grabouw
- Greyton
- Riversonderend
- Tesselaarsdal
- Villiersdorp